# Johnny Moore
Johnny "Dizzy" Moore, właściwie John Arlington Moore (ur. 5 października 1938 w Kingston, zm. 16 sierpnia 2008 tamże) – jamajski trębacz, muzyk sesyjny Studia One Clementa "Sir Coxsone'a" Dodda, współzałożyciel i wieloletni członek zespołu The Skatalites; jeden z prekursorów muzyki ska i rocksteady.

## Życiorys
Urodził się i dorastał w stolicy Jamajki. Od dziecka fascynowała go muzyka, jednak jego rodzice, ortodoksyjni adwentyści, nie zgodzili się posłać go do prowadzonej przez katolickie siostry zakonne szkoły Alpha Boys School, słynącej z wychowywania przyszłych mistrzów muzycznych (jej absolwentami byli m.in. trzej inni przyszli współzałożyciele The Skatalites: Tommy McCook, Don Drummond i Lester "Ska" Sterling). Dowiedziawszy się od jednego z kolegów, że do placówki tej trafiają w celu resocjalizacji młodociani chuligani, Johnny postanowił uciec się do fortelu i zaczął wagarować, włócząc się po okolicy w towarzystwie najgorszych "bad boys". Zdesperowani jego wybrykami rodzice odłożyli na bok swoje religijne uprzedzenia i martwiąc się o jego przyszłość, posłali go właśnie do Alpha Boys – w ten niecodzienny sposób Johnny znalazł się w wymarzonej szkole. Tam nauczył się grać na trąbce, a jego pierwszym muzycznym idolem został amerykański trębacz jazzowy, John "Dizzy" Gillespie (stąd też wziął się jego przydomek).
Po ukończeniu szkoły w roku 1955 Johnny został członkiem Jamajskiej Orkiestry Wojskowej, z której jednak został wyrzucony po trzech latach, gdy odmówił zgolenia włosów – zainteresowawszy się ruchem Rastafari, zaczął zapuszczać dready. Również z powodu przekonań religijnych nie udało mu się zagrzać na dłużej miejsca w jazzowym big-bandzie prowadzonym przez znanego prawnika i pianistę Mapletofta Poullego. Wszystkie te przejawy dyskryminacji rastafarian skłoniły go do wzięcia udziału w organizowanych w Wareika Hills przez Counta Ossiego rastafariańskich sesjach bębniarsko-jazzowych. Grając tam, został zauważony przez najważniejszego wówczas producenta i łowcy talentów na wyspie, Clementa "Sir Coxsone'a" Dodda, który zaprosił go do tworzonej wokół siebie grupy muzyków sesyjnych; ich sesje rejestrował początkowo w wynajmowanym od Kena Khouriego Federal Studio, zaś od 1962 roku w swoim własnym Studiu One. Późną wiosną 1964 roku kształtowana przez Sir Coxsone'a formacja przyjęła swój ostateczny kształt – wśród dziewięciorga tworzących ją instrumentalistów znalazł się także Moore – i tak narodzili się The Skatalites, najsłynniejszy zespół ska wszech czasów, który mimo iż istniał tylko przez niewiele ponad rok, zdołał w tym czasie zrewolucjonizować całą muzykę jamajską.
Po rozłamie do jakiego z różnych przyczyn doszło w sierpniu 1965 roku, The Skatalites podzielili się na dwie grupy, z których jednej przewodził Roland Alphonso (The Soul Brothers, później The Soul Vendors), drugiej zaś Tommy McCook (The Supersonics). Moore zdecydował się dołączyć do zespołu tworzonego przez Alphonso, którego członkowie pozostali by nagrywać dla Studia One, jednak wkrótce potem zawiesił karierę i na kilkanaście lat wyemigrował do Stanów Zjednoczonych. Powrócił na Jamajkę w roku 1983, by na przełomie czerwca i lipca dołączyć do reaktywujących wstępnie swoją działalność The Skatalites, którzy dali wówczas pamiętny koncert na festiwalu Reggae Sunsplash w Montego Bay. Wziął następnie udział w sesjach zespołu w Music Mountain Studio, a także wystąpił z formacją podczas londyńskiego Sunsplashu rok później. Nie było go już jednak w składzie, gdy The Skatalites organizowali się ponownie, tym razem na stałe, w roku 1986 w Nowym Jorku; jedną z przyczyn jego odejścia był podobno osobisty konflikt z McCookiem.
W późniejszych latach Moore był aktywny jako członek riddim bandu wspierającego Bunny’ego Wailera podczas jego wielkich tras koncertowych, przyłączył się również wraz z kilkoma innymi weteranami jamajskiej sceny muzycznej do organizowanego przez francuską agencję Passage Productions projektu Jamaica All Stars. Niespodziewanie wziął także udział w nagraniach do wydanego w czerwcu 2002 roku studyjnego albumu The Skatalites pt. From Paris With Love. W roku 2007 stwierdzono u niego nowotwór jelita grubego. Zmarł 16 sierpnia 2008 roku w domu jednego ze swoich przyjaciół w Kingston, będąc na przepustce ze szpitala, gdzie przechodził chemioterapię. Jego pogrzeb odbył się 6 września na Dovecot Memorial Park, jednym z największych cmentarzy w stolicy kraju, a poprzedzony był uroczystościami w kaplicy Ortodoksyjnego Kościoła Etiopskiego przy Maxfield Avenue.